# 里見☆八犬伝
『里見☆八犬伝』（さとみはっけんでん）は、よしむらなつきの漫画作品。

## 概要
滝沢馬琴の南総里見八犬伝とは主人公・犬塚信乃と八犬士たちが妖怪軍と戦うという設定こそ同じだが、本作では信乃が名前通り女性であるという設定を始め、馬琴のオリジナルを忠実にコミカライズした作品ではなく、よしむらが得意とする和風コメディ漫画に仕上がっている。
エニックス（現スクウェア・エニックス）「月刊少年ガンガン」に1997年24号（※当時のガンガンは月2回刊）から連載され、単行本は全6巻。連載終了時は「第一部完」と言う扱いになっていたが、これは作者がエニックスお家騒動の際にマッグガーデンへ移籍したことに伴う打ち切りである。
その後、マッグガーデン「コミックブレイドMASAMUNE」2003年創刊号より『新装 里見☆八犬伝』のタイトルで連載が再開するも、2004年春号掲載の第5話より中断。以降、単行本化もされていなかったが、第六回JコミFANディングにおいて、他多数の特典とともに原稿をPDFファイル化したものが販売された。

### セルフリメイク作品
竹書房がauブックパスで発行している電子雑誌「近代漫画」Vol.13から、セルフリメイク作品である『里見☆八犬伝REBOOT』（さとみ・はっけんでん リブート）の連載が開始された。

## ストーリー
今より500年ほど前。安房の国は妖鬼王・玉梓の軍によって支配されようとしていた。
玉梓軍によって生まれた城を追われた犬塚信乃は、父に託された破邪の剣・村雨を携え、仲間を求めて旅立った。

## 登場人物
声優はドラマCD版による。

### 八犬士
犬塚 信乃（いぬづか しの）（声：根谷美智子）
「孝」の犬士である本作の主人公。16歳・女。犬塚番作と聖女・伏姫の子。「息子が欲しかった」という父の願いと、「かわゆい男の子が大好き」という母の欲望のため、男として育てられる。美少女だが、伏姫の神がかり的な力の影響で、周りからは男としか思われない。妖術で犬にされた父親から破邪の剣「村雨」を授かり、妖怪退治の旅に出ることとなる。剣の腕は中々だが、料理の腕は壊滅的。
船虫の策略で妖怪化したときは「鬼」となり、火を噴き続けた。
犬川 荘助（いぬかわ そうすけ）（声：草尾毅）
最初に信乃の仲間となった「義」の犬士。名槍「雪篠の槍」の使い手（体内に大量に収納してある。骨董屋曰く「一文の価値もない」）。玉梓の子だったが、伏姫の術により人間に。その後犬川家のおばあさんに預けられる。長い間妖怪退治の旅を続けていたため、おばあさんには死んだと思われていた。アタマは非常に悪く、がさつでお調子者だが、犬士としての使命感が異常に強く仲間思いのところもある。女装が得意（だと本人は思い込んでいる）。軟体動物のような異常にやわらかい体を持ち、刃物や矢で刺されたりしても平気。その上なんでも飲み込めるため、体内に様々な荷物を収納しており、犬士たちの荷物袋がわりにもなっている。必殺技「天地空破斬」はかなりの威力を持ち、連発も可能。
船虫の策略で妖怪化したときは羽が生えてひたすら背景を飛び回ってた。
犬山 道節（いぬやま どうせつ）（声：堀内賢雄）
自称忍者だが、どう見てもサイボーグである「忠」の犬士。マスクを絶対に取ろうとしないなど謎が多い。他の犬士達と一緒に行動はせず、主に土の中から神出鬼没に現れる。妹の浜路が好きなシスコン。信乃と浜路の仲は認めていない。肩の大砲「火遁一号」は一撃必殺の威力を誇る。
犬飼 現八（いぬかい げんぱち）（声：山口勝平）
ナルシシストで、夕日を背に登場することにこだわっている、「信」の犬士。夕日が出ているところならどんな離れた場所にでも現れることができる。敵である船虫に一目惚れし、普段は船虫へのストーキングなどをしているらしい。信乃ら犬士達に出会うまでは岡っ引をしていた。
犬田 小文吾（いぬた こぶんご）（声：置鮎龍太郎）
力持ちで極端に純粋な性格を持つ「悌」の犬士。毛野に惚れるが、男だとわかった後でも想いを引きずっており、毛野にいいようにおもちゃにされている。
船虫の策略で妖怪化したときは「鬼」となり、怪力で誰これ構わず抱きついて再起不能にした。
犬坂 毛野（いぬざか けの）（声：高山みなみ）
「智」の犬士。芸人の一座で育ち、女形としての修行を受けており絶世の美女に見えるが、れっきとした男。色仕掛けが得意だが戦闘能力も意外とある。舞で魔の力を払うこともできる。特にキレると犬士最強という説も。信乃を女だと気付いている唯一の人物。これは彼が魔の力を払う力をもっているためだと思われる。普段は優しいが顔に傷をつけると怒りが頂点に達し、その状況になったときはあまりの悲惨さにコマが伏せられた。
船虫の策略で妖怪化したときは「ゴーゴン」となり、目を見たものすべてを石像にした。
犬村 大角（いぬむら だいかく）（声：石田彰）
「礼」の犬士。強力な術が使えるが、病魔に冒されており術を使うと必ず吐血して倒れる。既婚。
里見義道の城の護衛に当たったときは彼のクローンを大量に生産することにより、前述の「病魔により1回しか術を使えない」という弱点をカバーした。
船虫の策略で妖怪化したときは、病魔に侵された身体が妖怪化に耐えられず頭から血を噴出して倒れた (唯一妖怪化しなかった)。
犬江 親兵衛（いぬえ しんべえ）（声：大谷育江）
「仁」の犬士。初登場時はまだ赤ん坊で、重度のショタコンでもある伏姫に預けられ、後に犬士達の戦列に加わる予定。小文吾の妹の息子で、小文吾とは伯父と甥の関係になる。
信乃が見た夢では、十四、五歳ぐらいの少年として登場し、船虫のスカートめくりをするスケベなキャラとなっていた。そのときの武器は「弓矢」であった。

### 妖怪軍
玉梓（たまずさ）（声：勝生真沙子）
妖怪軍の支配者。船虫達に村雨の奪取を命ずる。爪で使い魔の顔に傷を付け、手紙代わりにしている。
節足鬼・船虫（せっそくき・ふなむし）（声：松下美由紀）
村雨奪取計画、八犬士討伐の現場責任者。中間管理職の苦悩を味わい続け、現八のストーキングにも頭を悩ませている。腕に付いた2本の触手が武器。妖術も使える。変装も得意。
陰邪鬼・網乾（いんじゃき・あぼし）
船虫の手下の妖怪。罠が得意だがあまり成功した例は無い。浜路に本気で恋をしているロリコン。実家は農家で、地元では過大評価を受けている。
淫魔鬼・亀篠（いんまき・かめざさ）
船虫の手下の淫魔鬼。催眠術と色仕掛けが得意だが、犬士たちからオバサン扱いされている。荘助が好き。
馬加（まくわり）（声：山野井仁）
石浜城を占領していた妖怪。毛野に惚れていて、同じく毛野に一目惚れした小文吾と戦うが、敗れ去った。戦いが終わったら田舎に引っ込んで家族で農業を営もうと思っていた。毛野が男とわかってもよかったらしい。
一角（いっかく）
猫妖怪。大角の母親に一時成りすましていた。女だが船虫が好き。とあるきっかけから信乃の父、番作と親友になる。
音音（おとね）
人形のような姿をした妖怪。女性型マネキンのような人形を遠隔操作して信乃と荘助を倒そうとしたが、本体を見抜かれて降伏した。

### その他の登場人物
犬山 浜路（いぬやま はまじ）（声：松来未祐）
道節の妹。しかし道節にはあまり懐いておらず、（親同士の決めた）婚約者の信乃を「お兄さま」と呼んで熱烈かつ盲目的に愛する少女。玉梓にさらわれ監禁されているが、見かけによらず気が強くワガママで、使い魔をアゴで使い、意外と快適に暮らしている。奈良漬が嫌い。
伏姫（ふせひめ）（声：高橋理恵子）
八犬士を集め、妖怪を退治する使命を与えた神女。しかし重度のショタコンであり、犬士（特に信乃）達にはいまいち尊敬されていない。まだ幼児である親兵衛を預かり、立派な犬士として育てている。信乃が他人から男としか見られないのは実は彼女のせいだった。妖怪化した犬士達と戦い勝ったことがある。
実は信乃の母で、番作の妻。自分の趣味で信乃を男として育てた。10年ほど前は人間として、玉梓たち妖怪軍と戦っていたが、玉梓を封印した時に神となる。その後、村雨を番作に託す。
里見 義道（さとみ よしみち）
八犬士と出会い、妖怪退治の協力をすることとなった稲村城の城主。科学者でもありクローン技術を独学で研究している。信乃を女だと見抜き、恋に落ちたと思いきや実はホモであった。
雛衣（ひなぎぬ）（声：川上とも子）
大角の奥さん。見た目は可愛らしいが、身体能力は女性のものとは思えないほど強く、愛の力と言って素手で石を砕いたり、熊を倒したりもしている。ちなみに彼女は狩りなどを担当し、家事は大角が担当していたようだ。故に、「大角より彼女を連れて行った方がいいのでは」と言われていたりもした。夫婦仲はとても良いが、いつも大角をどつきまわしたりしていたらしい。そのおかげか、大角は体が丈夫になったらしい（一角襲来のせいで元に戻ってしまったが）。怒ると九州弁が出る。
曳手（ひくて）・単節（ひとよ）
道節の家に仕えていた忍者姉妹。船虫に妖化の術をかけられて犬士たちに襲いかかってきたが、毛野によってシメられた。その後は道節に同行する事もなく帰宅した。
力次郎（りきじろう）・尺八郎（しゃくはちろう）
道節の家のお庭番。道節と3人で浜路を助けに行ったが、道節を逃がすために妖怪に捕まった。のちに妖怪化した浜路のぬいぐるみに入れられたが、犬士たちに（結果的に）救い出される。力次郎は曳手と、尺八郎は単節とそれぞれ恋人関係にある。

## 単行本
いずれもエニックス刊（絶版）。マッグガーデンから刊行されるかどうかは不明だが、マンガ図書館Zで全巻配信されている。
1. 1998年8月22日初版発行 ISBN 4870253453
2. 1999年3月20日初版発行 ISBN 4870254824
3. 1999年10月22日初版発行 ISBN 4757501099
4. 2000年8月22日初版発行 ISBN 4757502923
5. 2001年6月20日初版発行 ISBN 4757504675
6. 2002年1月22日初版発行 ISBN 4757505957

## ドラマCD
コミックCDコレクション 里見☆八犬伝 Vol.1「八犬士の旅立ち!」
原作：よしむらなつき 脚本：開田文（開田あや）
2000年7月28日発売 ISBN 4757502788

## ノベライズ
小説 里見☆八犬伝・流れ星の呪い
原作・画：よしむらなつき 文：伊田あやか（開田あや）
2000年3月31日初版発行 ISBN 4757502060